# Roberto Galletti (ingegnere)
Roberto Clemens Galletti de Cadilhac (Torre San Patrizio, 29 dicembre 1879 – Murs-et-Gélignieux, 18 agosto 1932) è stato un ingegnere italiano pioniere delle telefonia senza fili.

## Biografia
Roberto Clemens Galletti de Cadilhac nasce a Torre San Patrizio il 29 dicembre 1879. Suo padre Arturo Galletti de Cadilhac (1843 - 1912), aveva combattuto come colonnello garibaldino durante la Terza guerra d'indipendenza italiana, poi eletto sindaco di Torre San Patrizio e deputato dalla XVIII alla XXII legislatura per il collegio di Montegiorgio (1892-1909) mentre sua madre, Margaret Collier (1846 - 1929), era una scrittrice inglese la figlia del magistrato inglese Sir Robert Porret Collier, primo Lord Monkswell e sorella del pittore preraffaellita John Collier. Il nonno Bartolomeo Galletti (Meo) è stato generale garibaldino (1812 - 1887), fra i difensori della Repubblica romana del 1849.
Ha studiato presso l'Università di Roma, ottenendo il diploma di ingegnere civile nel novembre 1901. Nel biennio propedeutico aveva seguito gli insegnamenti di Guido Castelnuovo e Pietro Blaserna che hanno probabilmente influenzato la sua propensione alla fisica matematica. Nell'aprile 1902 trovò il primo impiego presso la compagnia di Guglielmo Marcon londinese facendo il suo apprendistato alla Staff School della Compagnia.
Venne inviato in una missione segreta della Marconi in Congo dove ebbe modo di distinguersi. Guglielmo Marconi espresse personalmente al padre l'apprezzamento per l'esito di tale missione, tuttavia non essendone informato per tempo il diretto interessato nel frattempo aveva dato sfogo "a una rabbia a lungo repressa" nei confronti di un manager della Compagnia e pertanto venne licenziato.
Nell'agosto 1904 si incontrò con Guglielmo Marconi a Bari dove lo stesso Marconi gli predisse un brillante futuro a nella Telegrafia Senza Fili (TSF) purché avesse imparato a controllare il sarcasmo e riassumendolo presso la stazione di San Cataldo a Bari. L'incarico tuttavia ebbe breve durata in quanto il Galletti venne chiamato al servizio militare nel 1905. Terminato il servizio militare decise di non riprendere l'esperienza lavorativa svincolandosi, da questa scelta nel 1906 derivò il primo brevetto in Italia, che porta in se già l'intuizione dei cicli di scintille e la scelta della corrente continua ad alta tensione che poi porterà ai brevetti del 1907 e del 1908.Infine avviò ufficialmente la propria attività nel 1907. 
Dato che Marconi deteneva il monopolio della telegrafia senza fili (TSF) in Italia, e volendo evitare di "passare sotto le forche caudine della Compagnia Marconi" il Galletti emigrò in Francia a Lione. Nonostante tutto fece un ultimo tentativo per interessare Marconi al proprio lavoro, tuttavia Marconi dopo sei mesi declinò l'offerta di collaborazione, questo è l'ultimo documento dei loro contatti.
In Francia lavorò per il Ministero delle Poste e dei Telegrafi. Riuscì a realizzare trasmissioni tra la stazione di Villeurbanne e quelle di Saintes-Maries-de-la-Mer (Bocche del Rodano) a 250km e Fort-de-l'eau (Algeria) 1000km. Il sistema a generava onde persistenti e sintoniche a grande intensità correggendo il sistema Poulsen con umento della portata delle trasmissioni, corresse anche il sistema Marconi che era caratterizzato da scariche intense ma con periodi di latenza e pertanto con scarsa sintonia e a basso rendimento. Le correzioni introdotte dal Galletti mediante la TSF a scintilla aprì la via alla radiotelefonia a grandi distanze. 
Il sistema a scintille consentiva una TSF ultrarapida di portata intercontinentale caratterizzata dalla potenzialità di trasmettere 100 parole/minuto. Attratto da queste potenzialità il dipartimento della Marina degli Stati Uniti costruì ad Arlington (Washington) un'antenna transatlantica nel mentre che l'Amministrazione francese delle Poste e Telegrafi (PTT) a Leschaux nella Savoai costruiva una propria antenna.
Nel 1911 era a Roma per sensibilizzare il governo italiano sull'esperienza francese coinvolgendo Quirino Majorana, altro importante pioniere della TSF, che presentò una relazione per chiarire le potenzialità del lavoro di Galletti nella radiotelegrafia tranatlantica. Tuttavia dopo vari mesi dovette constatare che il monopolio di Marconi portava a un nulla di fatto e quindi il Galletti si rivolse agli ambienti inglesi sfruttando l'influenza della famiglia Collier.  Nel giugno 1912 Galletti fondò una propria compagnia  la "Galletti Wireless Telephone and Telegraph C°"  che operava sotto l'ombrello della Indo-European Telegraph C°" che funse da principale e costante finanziatore.
Al contempo cedette i suoi brevetti per 14.000 sterline che andarono a coprire i suoi debiti. Sempre nel 1912 a Oslo sposò Anna Audigier  vedova del conte de Messimy. Dopo il matrimonio si stabilirono a Murs ndell'Ain in prossimità di Leschausx . Proprio a Leschaux nel comune di Champagneux, in Savoia affittàò un terreno per installare la propria stazione radiotelegrafica. Questo comune, al confine con Rodano, ha la particolarità di trovarsi ai piedi di una ripida scogliera, alta 500 metri. Questo declivio gli consentì di installare dieci cavi in rame, ciascuno lungo un chilometro, che fungeva da antenna del tipo "arpa" con una lunghezza d'onda di 6 km. Viene riportato che nel 1912 captò i disperati segnali invati dal Titanic rendendo partecipe della tragedia il mondo intero.    
Nel 1913, Galletti inaugurò ufficialmente la stazione di Leschaux. La stazione radio di Galletti, molto potente e sofisticata per il tempo, fu destinata alle trasmissioni transatlantiche. Nel 1913 e nel 1914, riuscì a comunicare con la stazione di Tuckerton New Jersey), i segnali erano così potenti da "accecare" le molto meno potenti stazioni di Marconi. Tuttavia lo scoppio della grande guerra gli impedì di continuare il suo lavoro e il suo il materiale fu requisito dall'esercito francese .
Nelle edizioni del 28 febbraio e del 1 marzo 1914, il quotidiano francese "La Lanterne", diretto da Felix Hautfort, lanciò una polemica contro i membri del governo francese accusato di fornire "[la] rete telegrafica senza fili francese a compagnie straniere con una convenzione veramente inaudita, passata tra il sottosegretario di Stato Post e un signor Galletti diciotto mesi fa". Il quotidiano usò la convenzione per denunciare quello che la redazione considerava uno scandalo e annunciò che "faremo in modo che venga fatta tutta la luce e prendiamo tutte le sanzioni necessarie". I materiali della stazione vennerò trasferiti a Bordeaux dal ministero della Marina e li restitui solo nel 1920 deteriorati e ormai inservibili. Nel 1915 scrisse dall'italia a un deputato francese per far notare che prima del torto personale subito si era fatto un danno alla Francia in quanto la sua stazione poteva utilmente integrare il sistema di trasmissione basato sulla Torre Eiffel, la lettera venne tuttavia respinta come offensiva.  
Nel 1915 rientrato in Italia aveva preso servizio presso la stazione militare di Popoli. Nel 1916 venne inviato dalle autorità italiane in Russia presso la stazione di Tsàrskoie Selò per concordare cifrari e modalità di trasmissioni con l'alleato, tuttavia nel 1917 lo scoppio della rivoluzione d'Ottobre rese vana tale attività.
Nel 1917 con la scadenza della convenzione tra il Regno d'Italia e la compagnia Marconi il Galletti intraprese una lucida ma sfortunata campagna sia sulla stampa che presso alcuni parlamentari contro il rinnovo del monopolio italiano della TSF alla Compagnia Marconi spiegando le problematiche e gli svantaggi connessi a tale rinnovo.
Nel 1923 riottenne gli impianti requisiti dal governo francese in precedenza seppur ormai inservibili e obsoleti e un risarcimento dei danni. Il riscarcimento dei danni subiti riconosciuto dal governo francese pari a 180.000 franchi era del tutto irrisorio in quanto la stazione nel 1915 era stata valutata 625.000 franchi mentre i periti del tribunale di Chambéry avevano valutato i danni in 4.800.000 franchi. I debiti nel frattempo contratti dalla Compagnia Galletti verso la Indo-European C° ammontavano a 15.000 sterline pari a 1.200.000 di franchi. Questo stato di cose portò nel 1925 a uno scioglimento volontario della Galletti Wireless Telephone and Telegraph C° prosciugando le finanze del Galletti.
La TSF basata sulle onde lughe nel frattempo era stata superata e si preferivano le onde medio-corte, il Galletti si aggiornò rapidamente alle novità del momento e nel 1925 brevettò un sistema di trasmissione ad onde corte con un fascio altamente direzionabile. Ottenendo dal ministero britannico dell'Aria in affitto un angar all'aeroporto di Hendon poteè dare ampie dimostrazioni delle caratteristiche del fascio.
Continuò il suo lavoro in Inghilterra, dove sviluppò un radiofaro a onde cortissime per la radio-guida degli aerei.
Morì improvvisamente, il 18 agosto 1932, nella sua casa di Murs< .

## Museo Galletti

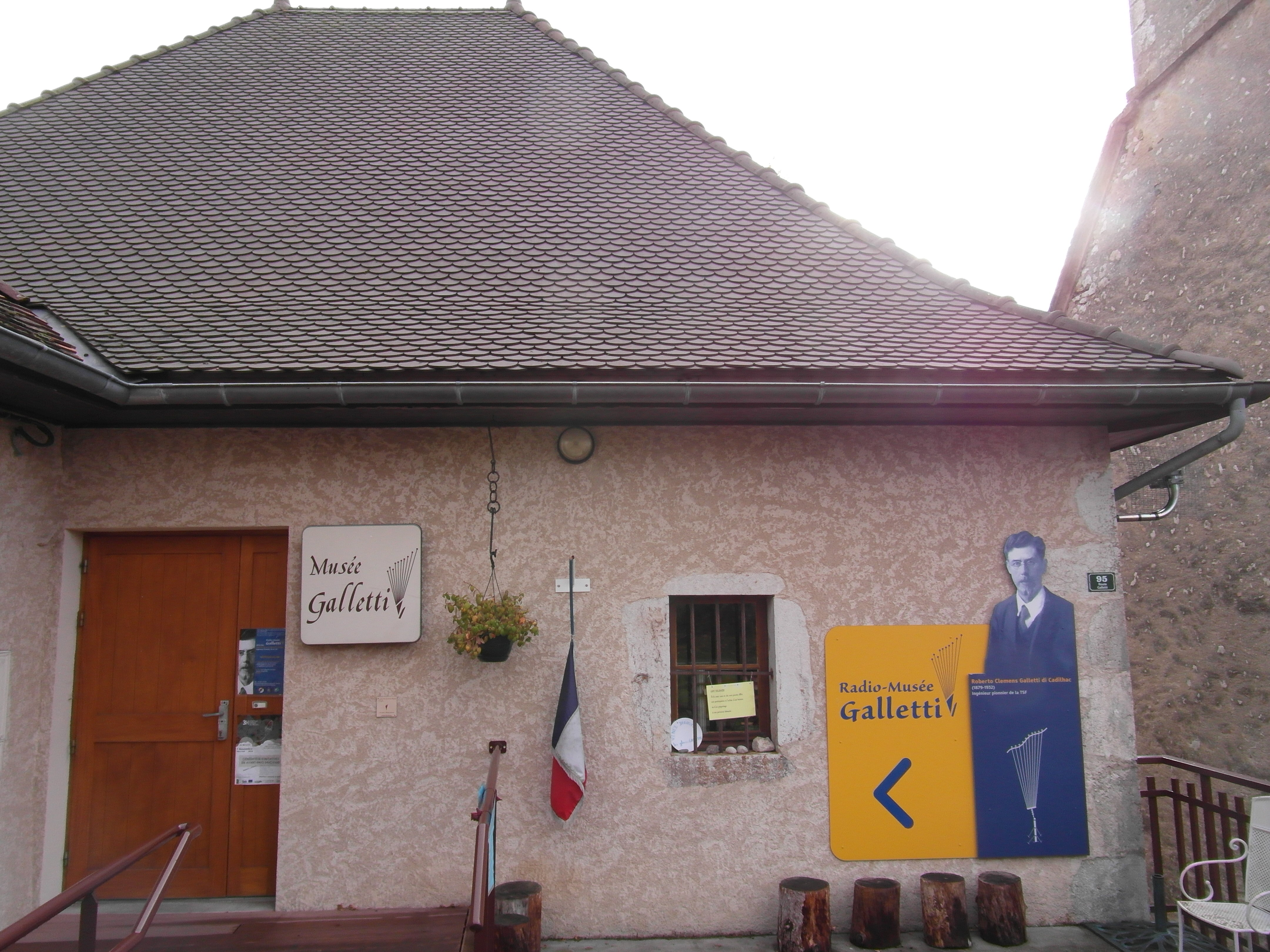
Radio-Musée Galletti (entrata)

Il villaggio di Saint-Maurice-de-Rotherens, situato nel dipartimento della  Savoia e dove era stata installata l'antenna di Galletti, ha aperto un museo in suo onore. Il museo presenta una vasta collezione di vecchie stazioni radio.
L'idea di allestire un museo nella sua memoria nel territorio di questo comune sabaudo si concretizzò in seguito alla donazione dei suoi archivi da parte della nipote di Roberto Galletti nel 1973.

## Curiosità
Il teatro comunale di Torre San Patrizio sua città natale gli è stato intitolato.